# Joachim Seinfeld
Joachim Seinfeld (* 1962 in Paris) ist ein deutscher Fotograf, Installationskünstler und Dokumentarfilmer.

## Leben
Joachim Seinfeld wurde in Paris geboren und verbrachte seine Kindheit und Jugend bis 1981 in München. Danach studierte er von 1981 bis 1987 Malerei an der Kunstakademie in Florenz. Von 1987 bis 1995 lebte er in Oldenburg und war dort Mitglied der Ateliergemeinschaft und Produzentengalerie Karg. Von 1994 bis 1995 verbrachte er während seiner Mitarbeit an dem Projekt „50 Jahre Auschwitz“ zwei Jahre in Polen. Seit 1995 lebt und arbeitet er in Berlin, wo er 2005 die Medienkunstplattform inklusiver Filmfestivals Directors Lounge mitbegründete. Seinfeld engagiert sich aktiv gegen Antisemitismus.

## Künstlerisches Werk

### Fotografische Techniken
Seinfeld nutzt viele unterschiedliche Techniken für seine Fotoreihen. Zumeist verwendet er Schwarz-Weiß-Fotografien, bei denen er aus zwei verschiedenen Fotos ein neues komponiert. Er arbeitet mit flüssiger Fotoemulsion und Silbergelatine, die er auf verschiedene Untergründe aufträgt, die somit lichtempfindlich werden und auf denen man die Fotos abbilden kann. Für seine Fotoreihe zur Gruppenausstellung re-construction of time in Berlin (2008) bildete er eine Collage historischer Fotos mit Fotos der Gegenwart auf einem Travertin-Steinteppich ab. Durch die Oberfläche der Steine ergeben sich Hell-Dunkel-Kontraste, wodurch die Fotos vermeintlich alt und authentisch wirken. Seinfeld geht es dabei darum, zu verdeutlichen, wie wir mit persönlichen Erinnerungen umgehen: „Wir nutzen diese Erinnerungen. Wir manipulieren und lösen sie häufig aus, manchmal entfernen wir sie auch – hauptsächlich um unser Verhalten in einem spezifischen Moment zu rechtfertigen, gelegentlich auch um unsere Reaktionen zu reflektieren und verstehen zu können.“ Verhaltensweisen und Denkprozesse der Menschen werden von ihm also durch seine fotografischen Techniken visualisiert und zum Thema eines künstlerischen Diskurses.
2012 fertigte er zusammen mit dem Künstler Claus Feldmann und der Michael Zirn Photography GmbH für die Biennale in Venedig die bis dahin weltgrößte Fotoemulsion im Auftrag der Stiftung Pro Helvetia für den Pavillon der Schweiz an. Der Architekt Miroslav Šik vertrat damals die Schweiz für die Architekturbiennale und hatte für seinen Beitrag And Now the Ensemble! ein visuelles Manifest konzipiert, das alle Wände des Pavillons bedecken sollte. Die 58 Meter lange und 5 Meter hohe Fotoemulsion umfasste 286 m² und wurde direkt auf den Wandputz angebracht.

### Themen seiner Fotoreihen
Die Faszination für die Schnittstelle zwischen persönlichem, nationalem und religiösen Identitätsgefühl findet sich regelmäßig in den Themen der Fotoreihen Seinfelds.
- 2005 schuf er für  die Biennale für Gegenwartskunst Nationalgalerie Prag das Werk Wenn Deutsche lustig sind – Dokufiction: Asch 1938. Die Basis für das Foto bildet eine historische Aufnahme, die den Einzug der Deutschen in der Stadt Asch zeigt. Seinfeld fügte eine weitere Aufnahme hinzu, die Juden beim erzwungenen Putzen der Straßen zeigt. Als weiteres neues Element hat der Fotograf sich als Täter in das Bild hineinmontiert. Das Werk gehört zu einer Fotoreihe, in der sich Joachim Seinfeld mit dem Thema der deutschen Identität auseinandersetzt. Ein anderes Foto dieser Reihe (entstanden 2012) zeigt ihn im Bürgerbräukeller in München, kurz nach dem Attentat auf Hitler. Seinfeld stellt damit die Frage nach unserer Wahrnehmung von Fotos als einer Quelle der absoluten historischen Wahrheit und verdeutlicht, wie notwendig es ist, skeptisch zu sein.[7]

- 2009 begann Joachim Seinfeld mit einer Reihe von Foto-Porträts von Bewohnern des Bezirkes Marzahn-Hellersdorf, die 2014 unter dem Titel Stadt Rand Leben ausgestellt wurden. Er fotografierte sowohl bekannte Bewohner des Viertels – wie z. B. Petra Pau oder den Bezirksbürgermeister Stefan Komoß – als auch unbekannte Menschen. In Gesprächen mit den Porträtierten kristallisierten sich meist auch Orte heraus, die ihnen in dem Stadtteil wichtig waren, so dass jedes Porträt aus zwei Bildern besteht: zum einen aus dem Foto des Porträtierten und zum anderen aus einem weiteren Bild, das einen dieser Person wichtigen Ort im Bezirk zeigt. Hintergrund dieser Fotorecherche bildet die häufig eher negative mediale Berichterstattung über die Gegend, der Seinfeld die Wahrnehmung eines bunten und lebendigen Stadtteils entgegensetzen wollte.[8]

- In Seinfelds Ausstellung Beisl Balagan (2009) in der Fabs Galerie in Warschau thematisiert der Künstler die Umbruchsituation im Ostblock durch die Perestroika, die Auflösung der Sowjetunion und den Beitritt Polens zur Europäischen Union. Auch hier interessierte ihn die Frage, wie sich Menschen in dieser Situation ein Identitätsgefühl bewahren können. Beisl Balagan ist eine Zusammenfügung zweier jiddischer Wörter, Beisl (Haus) und Balagan (totales Chaos). Der Ausdruck beschreibt eine Situation des Umbruchs. Die Vorlage für diese Arbeiten bildeten alte Fotos, die Seinfeld in seiner Zeit in Polen machte (1994 bis 1995). Hinzu kamen neu angefertigte schwarz-weiße Selbstporträts, die ihn in verschiedenen Rollen zeigen. So steht er u. a. vor einem Denkmal im Stil des sozialistischen Realismus, oder er stellt sich als Pilot dar.[9] Das aus diesen Komponenten entstandene neue Bild wurde mithilfe von Fotoemulsion auf einen gemalten Hintergrund platziert. Die Fotos wirken dadurch alt und historisch.[10]

- Für die Ausstellung Neighbours (2011) nutzte Seinfeld alte Malereien, die er in Häusern im Osten Berlins zufällig entdeckt hatte. Sie waren ähnlich wie Fresken direkt auf die Wand aufgebracht. Er entfernte diese und nutzte sie, indem er sie zusammen mit Archivmaterial mittels der Fotoemulsion zu neuen Fotografien verschmolz. Seine Intention war es, die Wandmalereien als Teile des kollektiven Gedächtnisses von Berlin zu bewahren und gleichzeitig zu zeigen, wie in der Gegenwart damit umgegangen wird. Im Rahmen von Renovierungen und Abrissen von Häusern verschwinden diese Relikte spurlos.[11]

Seinfelds Technik, aus alten, bereits vorhandenen und aus neu gestalteten Bildern ein einmaliges neues Foto zu komponieren, das zwar historisch aussieht, aber immer auch Fragen bezüglich der Authentizität aufwirft, wurde von der Journalistin Joanna Kiwilszo sehr treffend mit den Begriff dokumentarische Fiktionen (im Original dokumentalną fikcją) benannt. Diese Mehrdeutigkeit zieht sich durch alle Werke Seinfelds und kennzeichnet seinen Stil.

### Ausstellung L’Chaim – Auf das Leben
Joachim Seinfeld engagiert sich in der Kreuzberger Initiative gegen Antisemitismus. Die Gruppe entwirft kulturelle und pädagogische Angebote gegen antisemitische Haltungen in der Bevölkerung. 2015 begann Joachim Seinfeld zusammen mit Lukas Welz im Auftrag der Initiative die Ausstellung L’Chaim – Auf das Leben zu erarbeiten. Der Untertitel der Ausstellung Die Vielfalt jüdischen Lebens in Berlin entdecken beschreibt, was die Intention dieses Projektes war: Nicht die tragische Vergangenheit der Juden in der Shoah, sondern das alltägliche Leben der Gegenwart der Juden sollte im Vordergrund der Ausstellung stehen. In 37 Video-Interviews wurden 31 jüdische und sechs nicht jüdische Einwohner Berlins vorgestellt: „Vom traditionellen Gemeinderabbiner aus New York über eine ehemals kommunistische Jüdin aus der DDR bis zum Gangsterrapper, dessen Familie aus der Ukraine stammt, ist alles vertreten. Dieser bunte Querschnitt macht deutlich: So vielfältig Berlin ist, so unterschiedlich entfaltet sich auch das jüdische Leben in der Stadt.“ Seinfeld filmte und schnitt die Interviews selbst.
Die Ausstellung ist als Wanderausstellung konzipiert und wurde 2017 im Rahmen der Jüdischen Kulturtage Berlin zuerst im Berliner Abgeordnetenhaus gezeigt. In weiteren Stationen in Berlin wurde die Ausstellung sehr unterschiedlichen Gruppen präsentiert, von Jugendlichen in einer Freizeiteinrichtung über Schüler einer Schule für Bürowirtschaft bis hin zu Flüchtlingen, die Deutschkurse besuchten. Dies spiegelt sehr deutlich die Intention der Ausstellungsmacher wider, mit diesem Projekt möglichst viele unterschiedliche Gruppen von – vor allem jungen – Menschen zu erreichen. Parallel zu der Präsentation der Videos und Hintergrundinformationen zu verschiedenen Themen jüdischen Alltags, war es der Initiative wichtig, pädagogisches Begleitmaterial für Lehrer und Schüler anzubieten: „Konkret bedeutet dies, dass es ausstellungsbegleitendes Material in unterschiedlichen Sprachniveaus und inhaltlicher Ausrichtung gibt. Neben Arbeitsbögen für Mittelstufe (Sekundarstufe I) und Oberstufe (Sekundarstufe II) haben wir Arbeitsblätter entwickelt, die sich auch für 8. Klassen oder Klassen mit geringer Konzentrationsspanne eignen.“ Im Rahmen des Projekts gab Joachim Seinfeld eine Seminarreihe in der Alice Salomon Hochschule Berlin in Berlin, bei dem die Studenten die Ausstellung besuchten und eigene Fragestellungen bearbeiteten. Die Ausstellung und das Begleitmaterial sind in drei Sprachen verfügbar: Deutsch, Englisch und Arabisch. Im weiteren Verlauf der Wanderausstellung sollen nicht nur jüdische Bürger Berlins vorgestellt werden, sondern jüdisches Gegenwartsleben in ganz Deutschland porträtiert werden in Einzel-Interviews.

## Werke in Sammlungen
- Städtische Galerie Lüdenscheid[17][18]
- Jüdisches Museum in Prag[19], Tschechische Republik
- Santa Barbara Museum of Art, Santa Barbara, USA

## Ausstellungen (Auswahl)

### Einzelausstellungen
- 2005: Friendly Fire,[20] Projektraum Meinblau, Berlin
- 2009: Beisl Balagan – Podróż do Polski,[21][22] Warschau, Polen
- 2011: Joachim Seinfeld,[23] Schneidertempel Art Center, Istanbul, Türkei
- 2014: StadtRandLeben,[24] Galerie M, Berlin
- 2016: HeimatReisen,[25] Projekt für den Kunstautomat im Jüdischen Museum Berlin

### Ausstellungsbeteiligungen
- 1995: Bilder von Auschwitz 1945–1995. Staatliches Museum für Naturkunde und Vor- und Frühgeschichte, Oldenburg
- 2002: Hicetnunc 2002; Villa Manin, Passariano, Italien
- 2004: 4 KS 2/63 – 40 Jahre Auschwitzprozess; Fritz Bauer Institut, Gallus-Haus, Frankfurt am Main; Martin-Gropius-Bau, Berlin[26]
- 2005: Prague Biennale,[27] Nationalgalerie Prag, Tschechien
- 2011: OSTRALE – Internationale Ausstellung für zeitgenössische Künste, Dresden
- 2015: Anmerkungen zum Beginn des kurzen 20. Jahrhunderts,[28] im Rahmenprogramm mit Arbeiten aus der Serie „Wenn Deutsche lustig sind – Dokufiction“ über den Ersten Weltkrieg;  freiraum quartier21, Wien
- 2015: One Square Metre; Kommunale Galerie Berlin, Berlin[29]
- 2016: Golem; Jüdisches Museum Berlin[30]
- 2017: Golem,[31] Musée d’art et d’histoire du Judaïsme, Paris, Frankreich
- 2018:Transformation,[32] EnterArtFoundation, Bunker K101, Köln
- 2020: Sehnsucht nach dem Jetzt,[33] Schloss Biesdorf, Berlin